# Joker Out
Joker Out je ljubljanska pop rock skupina, ki deluje od leta 2016. Svoj slog opisujejo kot »shagadelic rock'n'roll«.

## Zgodovina

### 2016–2021: začetki inUmazane misli
Bend je nastal maja 2016, po razpadu skupine Apokalipsa, v kateri so igrali Bojan Cvjetićanin, Martin Jurkovič, Matic Kovačič in Luka Škerlep. Trem izmed njih – Cvjetićaninu, Jurkoviču in Kovačiču – sta se pridružila Kris Guštin in Jan Peteh iz skupine Buržuazija in nastal je Joker Out. Njihov prvi javni nastop je bil na Festivalu na gaju (21. maja). Novembra so izdali svoj prvi singel »Kot srce, ki kri poganja«, za katerega so posneli tudi svoj prvi videospot. Nekaj dni pozneje, 10. novembra, so imeli svoj prvi (predtekmovalni) nastop na Špil ligi. V naslednjih mesecih so nastopili tudi na Bežirocku (17. novembra), Šubafestu (2. decembra), koncertu Big Foot Mame v Domžalah kot predskupina (23. decembra), polfinalu Špil lige (21. aprila 2017), finalu Bitke bandov na ljubljanskem Kampusu (25. aprila) in Vičstocku (5. maja), potegovali so se tudi za nastop v finalu turneje Volkswagen Rocks. V finalu Špil lige, ki je bil 17. junija 2017, so postali zmagovalci njene 4. sezone (2016/17). Novembra je izšla njihova druga pesem »Omamljeno telo«. 8. decembra 2017 so nastopili na Ritmu mladosti v Stožicah. V letu 2018 so nastopili na finalnem izboru za nastop na Škisovi tržnici (Škisolov, 8. marca v Orto baru), Šentrocku (20. aprila, Šentjur pri Celju), Majskih igrah (15. maja na Rožniku), Gori rocka (22. junija), Lentu (Večerov oder, 23. junija), Urbanem dejanju (22. avgusta) in Zmajevem festivalu (8. septembra).
Njihov naslednji singel »Gola«, pri katerem so prvič sodelovali s producentom Žaretom Pakom, je izšel 12. septembra 2019. Pred tem so imeli približno 8-mesečni premor, ki je bil posledica tega, da je Cvjetićanin hotel poskusiti s solo kariero (prav tako se je njegova umetniška vizija razlikovala od vizije Guština, drugega avtorja benda), a na koncu je ugotovil, da mu bolj ustreza delo v skupini. Poleti 2019 so nastopili na Škisovi tržnici ter festivalih ŠVIC in Žirfest. 2. novembra so imeli svoj prvi povsem samostojen koncert, in sicer na Ljubljanskem gradu, decembra pa so zopet nastopili na Ritmu mladosti.
»Goli« je marca 2020 sledil četrti singel »Vem, da greš«, nato pa še »Umazane misli« (oktober 2020) in »A sem ti povedal« (julij 2021). Med izidom »Umazanih misli« in »A sem ti povedal« je bobnarja Matica Kovačiča zamenjal Jure Maček. Skladba »Umazane misli« je bila na prvi izvedbi festivala Frišno/Fresh – Dan nove slovenske glasbe, ki se je zgodila 1. oktobra 2021, s strani občinstva izbrana za »naj novo slovensko skladbo zadnjega leta«. Njihov prvi album Umazane misli je izšel oktobra 2021. Prvotno bi moral iziti že aprila 2020, a je bil njegov izid zaradi pandemije koronavirusne bolezni večkrat prestavljen. Predstavili so ga na dveh zaporednih koncertih 20. in 21. oktobra 2021 v Cvetličarni, ki sta bila oba razprodana že leta 2020. Drugi koncert je posnela RTV Slovenija. V teh dveh letih so prejeli dve zlati piščali: leta 2020 za novince leta, leta 2021 pa za izvajalce leta.

### 2022–2023:Demoniin Pesem Evrovizije
Aprila 2022 so objavili videospot za še zadnji singel s prvega albuma, »Barve oceana«. 12. maja so na osmi podelitvi zlatih piščali že drugo leto zapored slavili v kategoriji izvajalcev leta. Julija so nastopili na festivalu Exit (na odru Visa Fusion). 31. avgusta so izdali svoj drugi album Demoni, ki ga je napovedala skladba »Katrina«. Predstavitveni koncert zanj so imeli 9. septembra v ljubljanskih Križankah. 10. oktobra so na Instagramu sporočili, da skupino (zaradi študija v tujini) zapušča basist Martin Jurkovič. Nadomestil ga je Nace Jordan, ki jih je takoj po Jurkovičevem odhodu sprva na nastopih spremljal kot gostujoči basist, še pred koncem novembra pa je (tudi »uradno«) postal član skupine. »Katrini« so konec oktobra sledili »Demoni«, njihov prvi singel v srbščini, ki je predstavljal njihovo prvo uradno izdajo za tržišče bivše Jugoslavije. 28. novembra so na deseti podelitvi nagrad revije Elle za stil (Elle Style Awards 2022) prejeli nagrado v kategoriji Elle glasba.
8. decembra 2022 je RTV Slovenija sporočila, da bodo Joker Out Slovenijo zastopali na Pesmi Evrovizije 2023 v Liverpoolu. Tri dni zatem so odpotovali v Hamburg, kjer so v studiu Clouds Hill (poleg angleških različic starih pesmi) posneli evrovizijsko »Carpe Diem«. 20. decembra so objavili posnetek žive izvedbe skladbe »Novi val« s koncerta v Križankah. Pred koncem leta so si za »Barve oceana« prislužili nominacijo za regionalno nagrado MAC (Music Awards Ceremony) v kategoriji rock skladba leta (rok numera) in se uvrstili v drugi krog glasovanja (najboljših 10 nominirancev v kategoriji). Na podelitvi nagrad, ki je potekala 25. in 26. januarja 2023 v beograjski areni Štark, natančneje na njenem prvem večeru, so kot edini slovenski izvajalci tudi nastopili, in sicer z »Demoni«, ki so jih nekaj dni pozneje na pretočnih platformah izdali v različici MAC 2023. 1. februarja jim je podjetje Eventim Slovenija podelilo priznanje za izvajalca z največjim številom prodanih vstopnic v Sloveniji v letu 2022 (bestseller 2022) za koncert v Stožicah oktobra 2023, ki so ga naznanili več kot leto vnaprej. 4. februarja so v oddaji Misija Liverpool prvič javno predstavili svojo evrovizijsko pesem »Carpe Diem«. Ta je na isti dan izšla kot singel in v videopodobi. V okviru promocijske turneje so se v marcu in aprilu udeležili evrovizijskih predzabav v Barceloni (25. 3.), Varšavi (1. 4.), Tel Avivu (3. 4.), Madridu (8. 4.), Amstedamu (15. 4.) in Londonu (16. 4.), od domačega občinstva pa so se pred odhodom v Liverpool poslovili s koncertom na ljubljanskem Novem trgu 25. aprila. Marca so bili uvrščeni na seznam 100 pozornosti vrednih glasbenih izvajalcev v Evropi (Artists to Watch 2023) Združenja neodvisnih glasbenih založb IMPALA. 21. aprila so izdali »New Wave«, angleško-slovensko različico »Novega vala«, ki so jo posneli z Elvisom Costellom.
Na Pesmi Evrovizije so nastopili v drugem predizboru 11. maja pod zaporedno številko deset in se uvrstili v finale, kjer so nastopili kot štiriindvajseti. Na Evrovizijskem večeru so končali na 21. mestu. Svojo evrovizijsko izkušnjo so ovekovečili v dokumentarni spletni seriji Carpe Diem.
Dne 27. septembra 2024 so napovedali izid tretjega studijskega albuma »Souvenir Pop«, ki bo izšel 15. novembra.

## Člani
Trenutni
- Bojan Cvjetićanin − vokal
- Jure Maček − bobni
- Kris Guštin − kitara
- Jan Peteh − kitara
- Nace Jordan – bas kitara

Nekdanji
- Matic Kovačič − bobni
- Martin Jurkovič − bas kitara

## Diskografija

### Albumi
- Umazane misli (2021)
- Demoni (2022)
- Souvenir Pop (2024)

### Singli
| Leto | Naslov                         | Album         |
| ---- | ------------------------------ | ------------- |
| 2016 | Kot srce, ki kri poganja       | —             |
| 2017 | Omamljeno telo                 | Umazane misli |
| 2019 | Gola                           | Umazane misli |
| 2020 | Vem, da greš                   | Umazane misli |
| 2020 | Umazane misli                  | Umazane misli |
| 2021 | A sem ti povedal               | Umazane misli |
| 2022 | Barve oceana                   | Umazane misli |
| 2022 | Katrina                        | Demoni        |
| 2022 | Demoni                         | Demoni        |
| 2022 | Novi val                       | Demoni        |
| 2023 | Carpe Diem                     | Souvenir Pop  |
| 2023 | New Wave (z Elvisom Costellom) | —             |
| 2023 | Sunny Side of London           | —             |
| 2024 | Everybody's Waiting            | Souvenir Pop  |
| 2024 | Šta bih ja                     | Souvenir Pop  |
| 2024 | Bluza                          | Souvenir Pop  |
| 2024 | Stephanie                      | Souvenir Pop  |

## Nagrade
| Nagrada                     | Leto | Kategorija     | Nominirano delo/izvajalec | Rezultat   |
| --------------------------- | ---- | -------------- | ------------------------- | ---------- |
| Zlata piščal                | 2020 | Skladba leta   | »Gola«                    | Nominirani |
| Zlata piščal                | 2020 | Novinec leta   | Joker Out                 | Prejemniki |
| Zlata piščal                | 2021 | Izvajalec leta | Joker Out                 | Prejemniki |
| Zlata piščal                | 2022 | Izvajalec leta | Joker Out                 | Prejemniki |
| Zlata piščal                | 2022 | Skladba leta   | »Umazane misli«           | Nominirani |
| Zlata piščal                | 2022 | Skladba leta   | »A sem ti povedal«        | Nominirani |
| Zlata piščal                | 2022 | Album leta     | Umazane misli             | Nominirani |
| Zlata piščal                | 2023 | Izvajalec leta | Joker Out                 | Nominirani |
| Zlata piščal                | 2024 | Skladba leta   | »Carpe Diem«              | Nominirani |
| Zlata piščal                | 2024 | Izvajalec leta | Joker Out                 | Prejemniki |
| MAC (Music Awards Ceremony) | 2023 | Rock skladba   | »Barve oceana«            | Nominirani |